# Vršovka
Vršovka település Csehországban, Náchodi járásban. Vršovka Dobruška, Bohuslavice, Černčice és Nové Město nad Metují településekkel határos. Lakosainak száma 140 fő (2024. január 1.).

## Népesség
A település lakosságának változását az alábbi diagram mutatja:
| Lakosok száma | 226  | 204  | 203  | 130  | 127  | 118  | 132  | 144  | 137  | 140  |
|               | 1869 | 1900 | 1921 | 1961 | 1980 | 2011 | 2016 | 2019 | 2021 | 2024 |